# Alyssa Edwards
Alyssa Edwards   (Mesquite, 16 de gener de 1980) nom artistic de Justin Dwayne Lee Johnson, és un coreògraf, empresari i drag-queen dels Estats Units. Edwards era coneguda per competir en un concurs de bellesa drag (sobretot Miss Gay America 2010) abans d'atreure l'atenció internacional com a concursant de la cinquena temporada de RuPaul's Drag Race, de la qual es va convertir en una de les preferides dels fans durant i després de l'emissió del programa. Posteriorment, Edwards va aparèixer a la segona temporada de RuPaul's Drag Race: All Stars i va protagonitzar la seva pròpia sèrie web, Alyssa's Secret. El juny de 2019, la revista New York va situar-la cinquena a la llista de "les drag queens més poderoses d'Amèrica", un rànquing de 100 exconcursants de RuPaul's Drag Race.
Johnson viu a Mesquite, Texas, on posseeix i dirigeix un estudi de dansa anomenat Beyond Belief Dance Company. Johnson i el seu estudi de dansa són els eixos centrals d'una docusèrie, Dancing Queen, produïda per RuPaul i World of Wonder que es va estrenar el 5 d'octubre de 2018 a Netflix.

## Carrera
Johnson actua amb el nom artístic Alyssa Edwards. Va triar el nom en homenatge a Alyssa Milano i a la seva mare drag Laken Edwards, una ex drag queen. Johnson forma part de la família drag "the Haus of Edwards" i fa de mare drag a les companyes de RuPaul's Drag Race Shangela Laquifa Wadley, Laganja Estranja, Gia Gunn, Vivienne Pinay i Plastique Tiara. L'any 2010, Johnson va ser membre del jurat del certamen Entertainer of the Year de Califòrnia, on va guanyar Shangela.
Johnson va aparèixer al documental Pageant del 2008. La pel·lícula es va centrar en el 34è certamen de Miss Gay America del 2006. El 9 de desembre de 2010, Johnson va ser desposseït del títol de Miss Gay America del 2010 per tenir relacions comercials en conflicte amb les obligacions envers l'organització. La primera suplent, la també drag-queen Coco Montrese va substituir Alyssa Edwards com a guanyadora de Miss Gay America. Aquell mateix any, Johnson també va ser desposseït del seu títol d'All American Goddess.
Al novembre de 2012, la cadena de televisió nord-americana Logo va anunciar que Alyssa Edwards es trobava entre les 14 drag-queens que competirien a la cinquena temporada de RuPaul's Drag Race. A la temporada també hi participà Coco Montrese, amiga i rival del certamen Miss Gay America.
Actuant com Alyssa Edwards durant tota la temporada, Johnson va guanyar el repte principal de temes de ballet a l'episodi "Black Swan: Why It Gotta Be Black?". En un altre episodi, Johnson va cantar la cançó inspirada en "We Are the World" anomenada "Can I Get an Amen?". La recaptació de la cançó va ajudar el Los Angeles Gay and Lesbian Center. Edwards va ser eliminada a l'episodi nou, després d'un playback d'eliminació contra Coco Montrese, i va acabar en sisè lloc. Edwards també ha estat convidada especial a la sèrie de podcasts de RuPaul i Michelle Visage anomenada RuPaul: What's The Tee?.

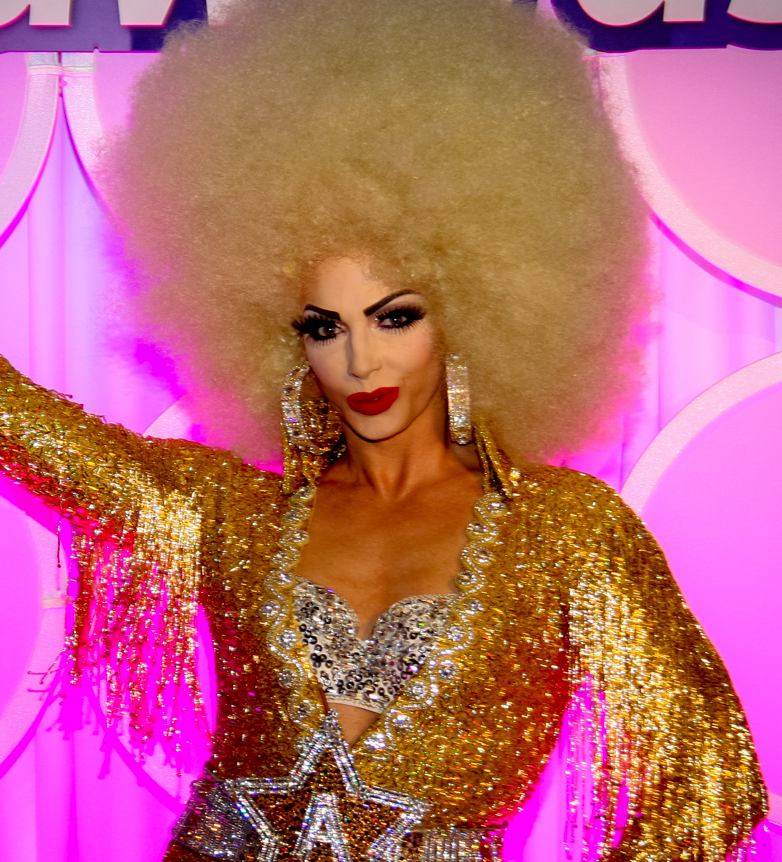
Alyssa Edwards a l'abril de 2017 durant el DragCon al Los Angeles Convention Center.

La drag-queen també és coneguda per la seva sèrie web titulada "Alyssa's Secret". La sèrie és protagonitzada per Alyssa Edwards parlant sobre una gran quantitat de temes i sovint compta amb convidats, incloses altres membres de la Haus of Edwards. La sèrie web es produeix i s'emet a través de World of Wonder Productions.
El 2016, Alyssa Edwards va tornar com una de les 10 concursants de la temporada 2 de RuPaul's Drag Race: All Stars, i va acabar en el cinquè lloc. Edwards va guanyar el repte principal del tercer episodi titulat "Herstory of the World", interpretant a Annie Oakley en una actuació amb altres dones famoses al llarg de la història. Després va ser eliminada a l'episodi quatre "Drag Movie Shequels", després d'interpretar Bland a "Wha 'Ha' Happened to Baby JJ", una paròdia de "What Ever Happened to Baby Jane?", amb Alaska Thunderfuck com a Baby JJ.
Va tornar a l'episodi cinc "Revenge of the Queens" i va guanyar l'oportunitat de tornar a entrar en competició, després de ser la vencedora d'un repte de comèdia amb Alaska seguit d'un playback de 'Shut Up and Drive' de Rihanna, que van guanyar tant Edwards com Tatianna. Johnson va ser llavors controvertidament eliminada per segona vegada en enfrontar-se amb Detox a l'episodi set "A Family that Drags Together", quedant finalment en el cinquè lloc de la classificació.
El 2019, Edwards va llançar la seva pròpia paleta de maquillatge en col·laboració amb Anastasia Beverly Hills.
A l'episodi 2 d'All Stars 5, Alyssa va fer una aparició com a "Lip Sync Assassin", en què va fer un playback amb Shea Couleé, però va perdre el duel.

## Títols
Edwards va competir i va guanyar nombrosos certàmens:
- Miss Gay Texas America 2004, primera suplent[17]
- Miss Gay Texas America 2005, guanyadora
- Miss Gay America 2005, segona suplent
- Representant regional de Miss Northwest 2005, guanyadora[cal citació]
- Miss Gay America 2006, tercera suplent
- Miss Texas FFI 2006, guanyadora
- Miss Gay USofA 2006, guanyadora
- Miss Texas Continental 2007, guanyadora
- Miss Shining Star Continental 2009, guanyadora
- Miss Gay Mid East America 2008, primera suplent[cal citació]
- Miss Gay America 2009, tercera suplent[18]
- Miss Gay Heartland America 2009, primera suplent[19]
- Miss Gay Heartland America 2010, primera suplent
- Miss Gay America 2010, guanyadora
- Southern Elegance All American Goddess 2010, guanyadora
- All American Goddess 2010, guanyadora
- National Entertainer of the Year, FI 2014, primera suplent

## Filmografia

### Pel·lícules
| Any  | Títol              | Rol            | Notes      |
| ---- | ------------------ | -------------- | ---------- |
| 2008 | Pageant            | Ella mateixa   | Documental |
| 2016 | Hurricane Bianca   | Ambrosia Salad | Comèdia    |
| 2018 | Hurricane Bianca 2 | Ambrosia Salad | Comèdia    |
| 2020 | The Queens         | Ella mateixa   | Documental |

### Televisió
| Any     | Títol                                                | Rol          |
| ------- | ---------------------------------------------------- | ------------ |
| 2010    | My Life as Liz                                       | Ella mateixa |
| 2013    | RuPaul's Drag Race                                   | Ella mateixa |
| 2013    | RuPaul's Drag Race: Untucked                         | Ella mateixa |
| 2013    | NewNowNext Awards                                    | Ella mateixa |
| 2015-16 | Skin Wars                                            | Ella mateixa |
| 2015-16 | RuPaul's Drag Race All Stars                         | Ella mateixa |
| 2016-17 | Gay for Play Game Show Starring RuPaul               | Ella mateixa |
| 2016    | Watch What Happens Live with Andy Cohen              | Ella mateixa |
| 2018    | RuPaul's Drag Race                                   | Ella mateixa |
| 2018    | Dancing Queen                                        | Ella mateixa |
| 2019    | RuPaul's Drag Race                                   | Ella mateixa |
| 2019    | The Bachelorette                                     | Ella mateixa |
| 2020    | RuPaul's Celebrity Drag Race                         | Ella mateixa |
| 2020    | RuPaul's Drag Race: All Stars (temporada 5)          | Ella mateixa |
| 2020    | RuPaul's Drag Race All Stars: Untucked (temporada 2) | Ella mateixa |
| 2020    | MTV Cribs                                            | Ella mateixa |

### Vídeos musicals
| Any  | Títol                        | Artista      | Ref.   |
| ---- | ---------------------------- | ------------ | ------ |
| 2019 | "The Supreme"                | Ella mateixa | [ 24 ] |
| 2020 | "I Can't"                    | Rigel Gemini | [ 25 ] |
| 2020 | "Mask, Gloves, Soap, Scrubs" | Todrick Hall | [ 26 ] |

### Sèries web
| Any       | Títol                         | Rol            | Notes                        |
| --------- | ----------------------------- | -------------- | ---------------------------- |
| 2013–2020 | Alyssa's Secret               | Ella mateixa   | Produïda per World of Wonder |
| 2017      | Once Upon A Crime             | Princesa Bella | Produïda per Todrick Hall    |
| 2019      | Werq the World                | Ella mateixa   | Produïda per World of Wonder |
| 2019      | Alyssa Raw                    | Ella mateixa   | Produïda per World of Wonder |
| 2020      | Headlines with Alyssa Edwards | Ella mateixa   | Produïda per World of Wonder |
| 2020      | Served! with Jade Thirlwall   | Ella mateixa   | Produïda per MTV             |
| 2020      | God Shave the Queens          | Ella mateixa   | Produïda per World of Wonder |